# 台湾银莲花
台湾银莲花（学名：Anemone takasagomontana）是毛茛科银莲花属的植物，为台灣的特有植物。分布于台灣本島，目前尚未由人工引种栽培。